# Shadow Warrior
Shadow Warrior ist ein Ego-Shooter von 3D Realms für die Betriebssysteme MS-DOS und Mac OS. Das Computerspiel wurde 1997 veröffentlicht und in Deutschland indiziert. Mit der Listenstreichung 2016 erschien es in Deutschland nachträglich als digitale Distribution auf Steam und GoG. Das Re-Release Shadow Warrior Redux erschien für Windows, macOS und Linux und enthält die Erweiterungen Wanton Destruction und Twin Dragon sowie Achievements und Cloudspeicherung. 2013 erschien ein Reboot der Marke ebenfalls unter dem Namen Shadow Warrior. Mit Shadow Warrior 2 erschien 2016 eine Fortsetzung des Reboots, gefolgt von Shadow Warrior 3 im Jahr 2022.

## Technik
Shadow Warrior ähnelt dem im Vorjahr von 3D Realms veröffentlichten Duke Nukem 3D. Beide Spiele verwenden die Build-Engine, bei Shadow Warrior wurden jedoch einige Erweiterungen wie etwa Voxel-Objekte, transparente Wasseroberflächen und vom Spieler steuerbare Fahrzeuge eingebaut. Das Spiel verfügt über einen Mehrspieler-Modus, in dem per IPX bis zu acht, per Modem oder serieller Schnittstelle zwei Personen miteinander oder gegeneinander spielen können.

## Inhalt
Der Spieler übernimmt die Rolle des Ninja Lo Wang, der als Shadow Warrior (Schattenkrieger) für Zilla Enterprises arbeitet. Als Lo Wang bemerkt, dass Zilla Kreaturen der dunklen Seite herbeiruft, um die Kontrolle über Japan zu übernehmen, kündigt er und beschließt, gegen Zilla und seine Kreaturen mit Waffengewalt vorzugehen.
Lo Wang erkundet in vier wählbaren Schwierigkeitsgraden verschiedene Welten, löst kleine Rätsel und tötet Monster, um weiterzukommen. Dazu stehen Lo Wang neben den blanken Fäusten verschiedene Waffen zur Verfügung. Während er das Katana (Langschwert) und die Shuriken (Wurfsterne, in der UK-Version durch Dartpfeile ersetzt) von Anfang an trägt, werden die anderen Waffen im Laufe des Spiels gesammelt. Neben einer vierläufigen Flinte, Uzis, einem Granatwerfer, verschiedenen Bomben und Minen, Krähenfüßen, einer Railgun und einem Raketenwerfer, der auch taktische Atomsprengkörper verschießt, gibt es auch einen feuerspeienden Monsterkopf und die Möglichkeit, eine Kopie von Lo Wang herbeizurufen, die mit einer Railgun bewaffnet auf der Seite des Spielers kämpft.
Shadow Warrior zeichnet sich wie auch schon Duke Nukem 3D dadurch aus, dass die Spielfigur lockere Sprüche reißt und dadurch als cooler Actionheld präsentiert wird. In der Spielwelt sind zahlreiche unterhaltende Easter Eggs versteckt (z. B. Anspielungen auf Filme), die für das Vorankommen nicht unbedingt erforderlich sind. Zusätzlich hat man bei vielen Waffen verschiedene Modi. So kann man statt mit nur einer Uzi auch mit zweien herumlaufen, die Shotgun lässt sich von Einzel- auf Doppelschuss umstellen.
Wegen der im Spielverlauf expliziten Gewaltdarstellungen wurde Shadow Warrior 1997 von der Bundesprüfstelle für jugendgefährdende Schriften indiziert. Im November 2016 wurde die Indizierung jedoch wieder vorzeitig aufgehoben.

## Erscheinungen
| Titel                           | Veröffentlichung                                                                              | Entwickler                       | Plattform                                      | Publisher                            | Anmerkung                               |
| ------------------------------- | --------------------------------------------------------------------------------------------- | -------------------------------- | ---------------------------------------------- | ------------------------------------ | --------------------------------------- |
| Shadow Warrior                  | 13. Mai 1997 1. Oktober 1997 (Macintosh)                                                      | 3D Realms                        | MS-DOS, Macintosh                              | 3D Realms                            | Erste Veröffentlichung                  |
| Twin Dragon                     | 4. Juli 1998                                                                                  | Level Infinity Wylde Productions | MS-DOS, macOS                                  | 3D Realms                            | Kostenlose Download-Erweiterung.        |
| Wanton Destruction              | 9. September 2005                                                                             | Sunstorm Interactive             | MS-DOS, macOS                                  | 3D Realms                            | Kostenlose Download-Erweiterung.        |
| Shadow Warrior Classic Complete | 15. November 2012                                                                             | 3D Realms Devolver Digital       | Windows, Linux (DOSBox)                        | Devolver Digital                     | Digitaler, kostenloser Rerelease.       |
| Shadow Warrior                  | 19. Dezember 2012                                                                             | General Arcade                   | iOS                                            | Devolver Digital                     | Mobile Version.                         |
| Shadow Warrior Classic          | 29. Mai 2013                                                                                  | 3D Realms                        | MS-DOS                                         | Devolver Digital                     | Kostenlose Version des Originals.       |
| Shadow Warrior Classic Redux    | 8. Juli 2013                                                                                  | General Arcade                   | Windows, macOS, Linux                          | Devolver Digital                     | Überarbeitete Neuauflage des Originals. |
| Shadow Warrior                  | 23. Oktober 2014                                                                              | 3D Realms                        | Windows, macOS                                 | 3D Realms                            | Digitaler Rerelease des Originals.      |
| Shadow Warrior                  | 26. Oktober 2013 (PC) 21. Oktober 2014 (Xbox One, Playstation 4) 31. März 2015 (macOS, Linux) | Flying Wild Hog                  | Windows, macOS, Linux, Xbox One, PlayStation 4 | Devolver Digital Majesco             | Reboot der Marke.                       |
| Shadow Warrior 2                | 13. Oktober 2016 19. Mai 2017 (Xbox One, Playstation 4)                                       | Flying Wild Hog                  | Windows, Xbox One, PlayStation 4               | Devolver Digital Techland Publishing | Fortsetzung von Shadow Warrior (2013).  |
| Shadow Warrior 3                | 1. März 2022                                                                                  | Flying Wild Hog                  | Windows, Xbox One, PlayStation 4               | Devolver Digital                     | Fortsetzung von Shadow Warrior 2.       |

Der Quelltext des Spieles wurde am 1. April 2005 unter der Lizenz GNU GPL veröffentlicht. Der Spielinhalt wurde davon jedoch ausgeschlossen und bleibt im Besitz von 3D Realms. Mit JFShadowWarrior wurde kurz darauf ein Source Port veröffentlicht.

## Rezeption
Die Build Engine sei zum Veröffentlichungszeitpunkt schon veraltet. Inhaltlich polarisierte das Spiel die PC Player Redaktion. An Duke Nukem 3D komme das Spiel trotz hoher Detailfülle nicht heran. Vulgäre Sprüche und der geschmacklos hohe Gewaltgrad forderten eine Indizierung nahezu heraus. Andere fühlten sich durch die BPjS bevormundet. Realität und Spiel sei klar unterscheidbar. Der pixelige Tod von Fantasiegeschöpfen sorge für keine Probleme und die völlig überzogenen bis albernen Kleinigkeiten nehmen dem Spiel die Ernsthaftigkeit. Das realistisch anmutende Leveldesign sei gelungen und stehe in Kontrast zu den übrigen Inhalten. Die Vielzahl an Waffen, Ausrüstung und Sprüchen sorge für langfristigen Spielspaß.